# Charlie Clouser
Charlie Clouser (* 28. června 1963, Hanover, New Hampshire) je americký hudební skladatel, klavírista a hudební programátor. V letech 1994–2000 byl členem kapely Nine Inch Nails a je také autorem remixů.
Je tvůrcem hudby ve filmové sérii Saw či v televizním seriálu Kriminálka Las Vegas.